# Єрнуцень
Єрнуцень, Єрнуцені (рум. Iernuțeni) — село у повіті Муреш в Румунії. Адміністративно підпорядковане місту Регін.
Село розташоване на відстані 279 км на північ від Бухареста, 27 км на північний схід від Тиргу-Муреша, 85 км на схід від Клуж-Напоки, 141 км на північний захід від Брашова.

## Населення
За даними перепису населення 2002 року у селі проживали 4105 осіб.
Національний склад населення села:
| Національність | Кількість осіб | Відсоток |
| -------------- | -------------- | -------- |
| румуни         | 2915           | 71,0%    |
| угорці         | 1065           | 25,9%    |
| цигани         | 109            | 2,7%     |
| німці          | 10             | 0,2%     |

Рідною мовою назвали:
| Мова      | Кількість осіб | Відсоток |
| --------- | -------------- | -------- |
| румунська | 2951           | 71,9%    |
| угорська  | 1052           | 25,6%    |
| циганська | 91             | 2,2%     |
| німецька  | 11             | 0,3%     |